# Latirus infundibulum
Latirus infundibulum är en snäckart som först beskrevs av Gmelin 1791.  Latirus infundibulum ingår i släktet Latirus och familjen Fasciolariidae. Inga underarter finns listade i Catalogue of Life.